# Шинкичи Кикучи
Шинкичи Кикучи (на японски: 菊池 新吉) е японски футболист.

## Национален отбор
Записал е и 7 мача за националния отбор на Япония.
| Япония | Япония | Япония |
| Година | Мачове | Голове |
| ------ | ------ | ------ |
| 1994   | 5      | 0      |
| 1995   | 2      | 0      |
| Общо   | 7      | 0      |